# Belvaux
Pour les articles homonymes, voir Belvaux (homonymie).
Cet article concerne le village belge. Pour le village luxembourgeois, voir Belvaux (Luxembourg).
Belvaux est un village de Belgique situé dans la commune de Rochefort en Région wallonne dans la province de Namur.
Il fait partie de l'ancienne commune de Wavreille qui est aujourd'hui une section de la ville de Rochefort.
Belvaux se trouve sur la rive gauche (côté ouest) de la Lesse, un affluent de la Meuse.

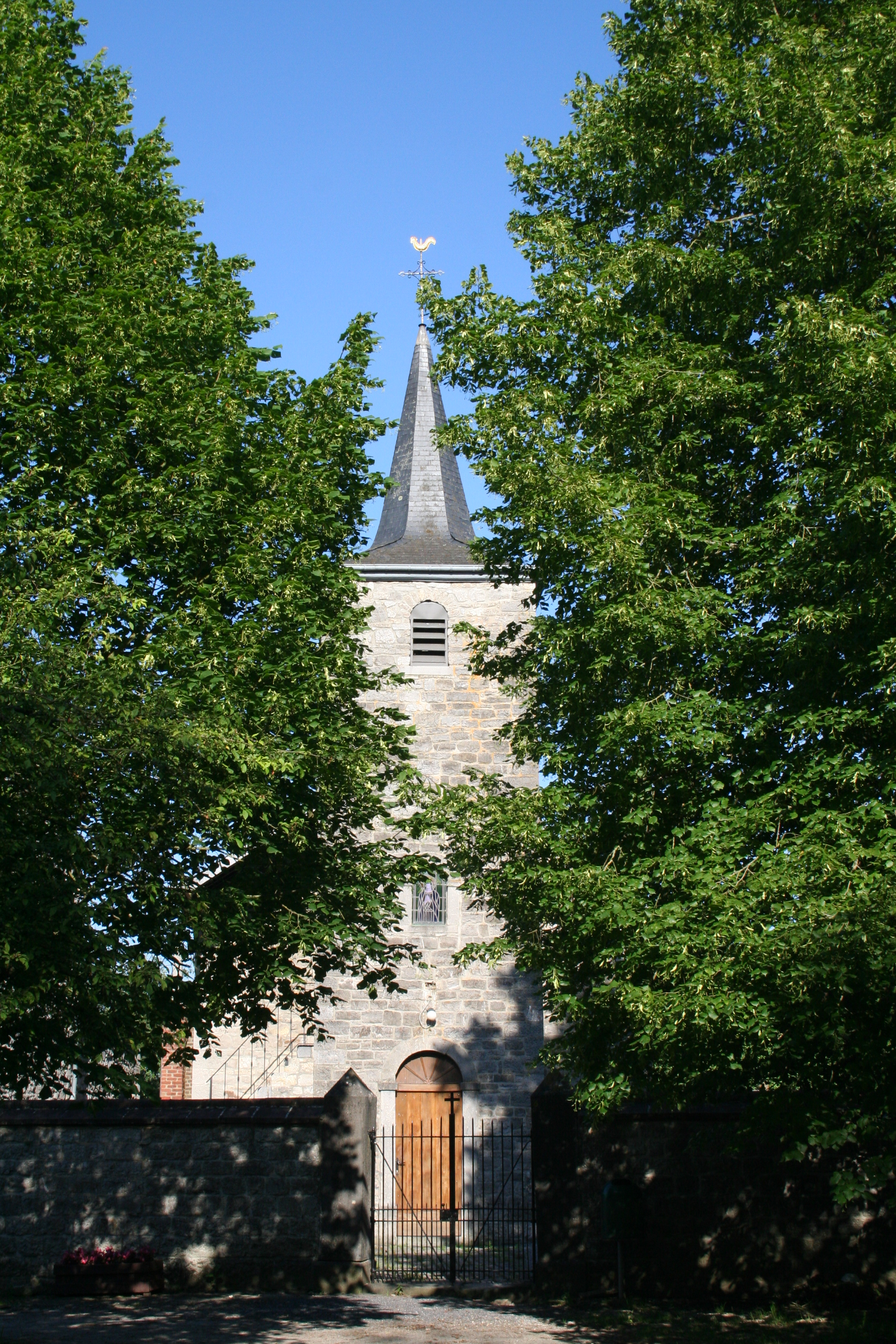
La chapelle Saint-Laurent.